# Eurovision Song Contest 1995
Der 40. Eurovision Song Contest fand am 13. Mai 1995 im Point Theatre in Dublin statt. Nach drei irischen Siegen in Folge gewann Norwegen mit Nocturne.

## Besonderheiten

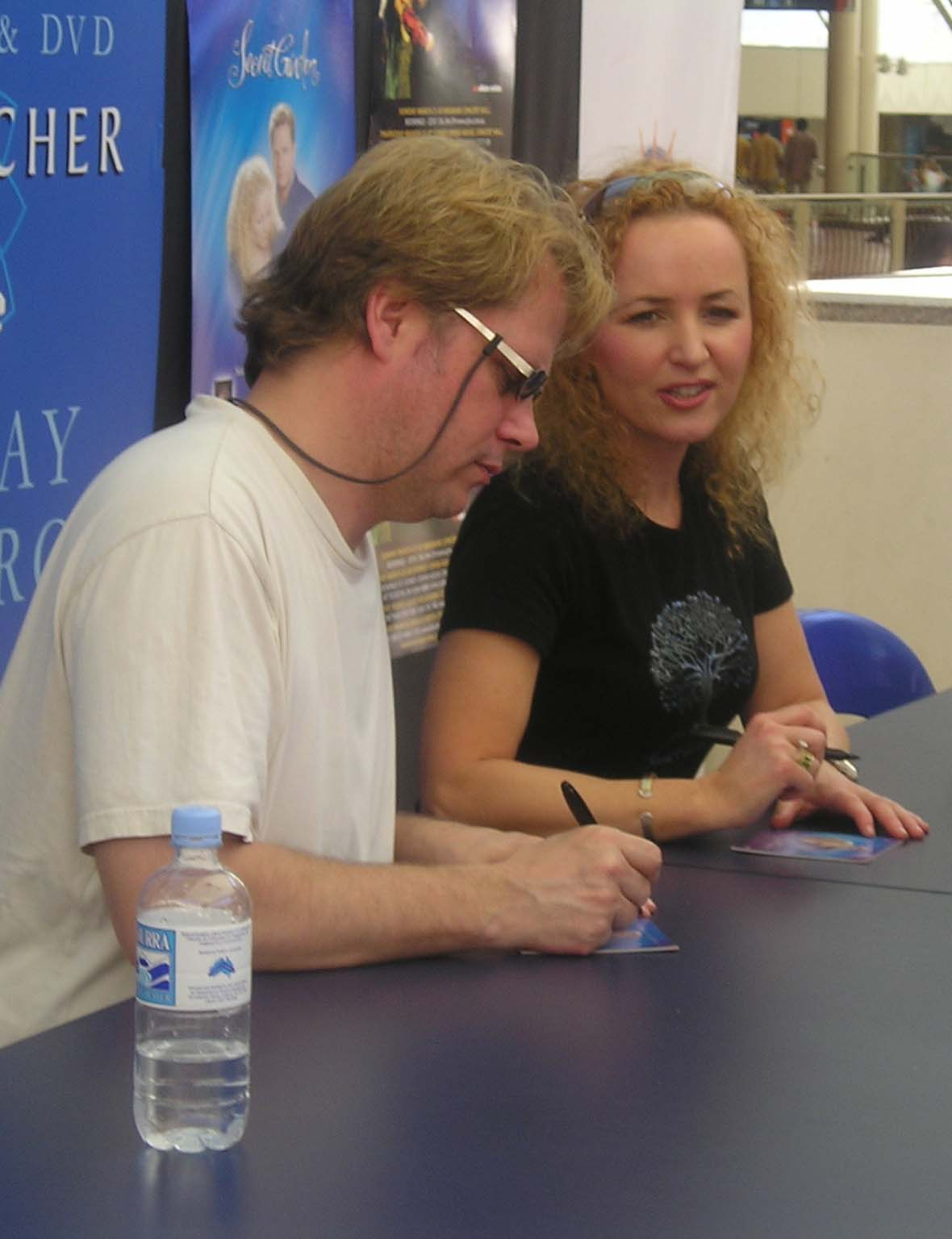
Interpreten des Siegertitel, die Band Secret Garden, im Jahre 2008

Für Deutschland nahm das Produzenten- und Musikerehepaar Glen & Cheyenne Stone teil, das als Stone & Stone im Sommer 1993 mit I Wish You Were Here einen Top-40-Erfolg in Deutschland hatte. Sie traten mit dem selbstkomponierten und -produzierten Titel Verliebt in Dich an (der erste Titel des religiösen Paares in deutscher Sprache), erhielten lediglich einen Punkt aus Malta und landeten auf dem 23. und letzten Platz. Österreich kam mit Stella Jones und Die Welt dreht sich verkehrt auf Platz 13. Die Schweiz nahm nicht teil und fehlte somit zum ersten Mal in der Geschichte des Wettbewerbs.
Mazedonien hatte für den Wettbewerb die Sängerin Karolina Gočeva mit dem Lied Me sakas ausgewählt, zog die Teilnahme jedoch wieder zurück, denn das mazedonische Fernsehen konnte sie nicht finanzieren. Zudem hatte die Sängerin erst kurz vor dem Wettbewerb ihr fünfzehntes Lebensjahr erreicht und lag folglich fast ein Jahr unter der Altersbeschränkung, so dass eine Starterlaubnis nicht sicher gewesen wäre.

## Teilnehmer

Teilnehmende Länder
Länder, die bereits an einem früheren ESC teilgenommen hatten, aber nicht im Jahr 1995

Dieses Jahr war die Teilnehmerzahl auf 24 begrenzt worden, so dass nicht sechs, sondern sieben Länder ein Jahr Zwangspause einlegen mussten. Diesmal traf es Estland, Finnland, Litauen, die Niederlande, Rumänien, die Schweiz und die Slowakei. Nach der einjährigen Zwangspause durften dagegen Belgien, Dänemark, Israel, Slowenien und die Türkei wieder an den Start gehen. Da Luxemburg 1994 aussetzten musste, nahm es seit 1993 nicht mehr teil. Somit nahmen in diesem Jahr 23 Länder teil.

### Wiederkehrende Interpreten
| Land       | Interpret                                     | Vorherige(s) Teilnahmejahr(e)                                             |
| ---------- | --------------------------------------------- | ------------------------------------------------------------------------- |
| Island     | Stefán Hilmarsson (Begleitung)                | 1988 (als Mitglied von Beathoven) • 1991 (als Mitglied von Stefán & Eyfi) |
| Island     | Eyjólfur Kristjánsson (Begleitung)            | 1991 (als Mitglied von Stefán & Eyfi)                                     |
| Island     | Eyjólfur Kristjánsson (Begleitung)            | Begleitung: 1993 und 1994                                                 |
| Norwegen   | Rolf Løvland (als Mitglied von Secret Garden) | Begleitung: 1985                                                          |
| Österreich | Gary Lux (Begleitung)                         | 1983 (als Mitglied von Westend) • 1985 • 1987                             |
| Österreich | Gary Lux (Begleitung)                         | Begleitung: 1984 und 1993                                                 |
| Spanien    | José María Guzmán (Begleitung)                | 1986 (als Mitglied von Cadillac)                                          |
| Spanien    | José María Guzmán (Begleitung)                | Begleitung: 1980                                                          |
| Türkei     | Arzu Ece                                      | 1989 (als Mitglied von Grup Pan)                                          |
| Zypern     | Alexandros Panayi                             | Begleitung: 1989 und 1991                                                 |

### Dirigenten
Jedes Lied wurde mit Live-Musik begleitet bzw. kam Live-Musik zum Einsatz – folgende Dirigenten leiteten das Orchester bei dem jeweiligen Land:
- Polen – Noel Kelehan
- Irland – Noel Kelehan
- Deutschland – Hermann Weindorf
- Bosnien und Herzegowina – Sinan Alimanović
- Norwegen – Geir Langslet
- Russland – Mikhail Finberg
- Island – Frank McNamara
- Österreich – Michael F. Kienzl
- Spanien – Eduardo Leiva
- Türkei – Melih Kibar
- Kroatien – Stipica Kalogjera
- Frankreich – Michel Bernholc
- Ungarn – Miklós Malek
- Belgien – Alec Mansion
- Vereinigtes Königreich – Mike Dixon
- Portugal – Thilo Krasmann
- Zypern – George Theophanous
- Schweden – Anders Berglund
- Dänemark – Frede Ewert
- Slowenien – Jože Privšek
- Israel – Gadi Goldman
- Malta – Ray Agius
- Griechenland – Haris Andreadis

## Abstimmungsverfahren
In jedem Land gab es eine Jury, die zunächst die zehn besten Lieder intern ermittelten. Danach vergaben die einzelnen Jurys 12, 10, 8, 7, 6, 5, 4, 3, 2 Punkte und 1 Punkt an diese zehn besten Lieder.

## Platzierungen
| Platz | Startnr. | Land                    | Interpret                                   | Lied Musik (M) und Text (T)                                                                             | Sprache       | Übersetzung (inoffiziell)                     | Punkte |
| ----- | -------- | ----------------------- | ------------------------------------------- | --- | ------------- | --------------------------------------------- | ------ |
| 01.   | 05       | Norwegen                | Secret Garden                               | Nocturne M: Rolf Løvland; T: Petter Skavland                                                            | Norwegisch    | —                                             | 148    |
| 02.   | 09       | Spanien                 | Anabel Conde                                | Vuelve conmigo M/T: José María Purón                                                                    | Spanisch      | Komm zurück zu mir                            | 119    |
| 03.   | 18       | Schweden                | Jan Johansen                                | Se på mig M: Håkan Almqvist, Bobby Ljunggren; T: Ingela ‚Pling‘ Forsman                                 | Schwedisch    | Sieh mich an                                  | 100    |
| 04.   | 12       | Frankreich              | Nathalie Santamaria                         | Il me donne rendez-vous M: Francois Bernheim; T: Didier Barbelivien                                     | Französisch   | Er verabredet sich mit mir                    | 094    |
| 05.   | 19       | Dänemark                | Aud Wilken                                  | Fra Mols til Skagen M: Lise Cabble, Mette Mathiesen; T: Lise Cabble                                     | Dänisch       | Von Mols nach Skagen                          | 092    |
| 06.   | 11       | Kroatien                | Magazin & Lidija                            | Nostalgija M: Tonči Huljić; T: Vjekoslava Huljić                                                        | Kroatisch     | Nostalgie                                     | 091    |
| 07.   | 20       | Slowenien               | Darja Švajger                               | Prisluhni mi M: Primož Peterca, Sašo Fajon; T: Primož Peterca                                           | Slowenisch    | Hör mir zu                                    | 084    |
| 08.   | 21       | Israel                  | Liora ליאורה                                | Amen (אמן) M: Moshe Datz; T: Hamutal Ben Zeev                                                           | Hebräisch     | So soll es sein                               | 081    |
| 09.   | 17       | Zypern                  | Alexandros Panagis Αλέξανδρος Παναγής       | Sti fotiá (Στη φωτιά) M/T: Alexandros Panagis                                                           | Griechisch    | Im Feuer                                      | 079    |
| 10.   | 15       | Vereinigtes Königreich  | Love City Groove                            | Love City Groove M/T: Paul Hardy, Jay Williams, Tatsiana Mais, Stephen Rudden                           | Englisch      | Der Rhythmus der Stadt der Liebe              | 076    |
| 10.   | 22       | Malta                   | Mike Spiteri                                | Keep Me in Mind M: Ray Agius; T: Alfred C. Sant                                                         | Englisch a    | Behalte mich im Gedächtnis                    | 076    |
| 12.   | 23       | Griechenland            | Elina Konstantopoulou Ελίνα Κωνσταντοπούλου | Poia prosefchí (Ποια προσευχή) M: Nikos Terzis; T: Antonis Pappas                                       | Griechisch b  | Welches Gebet?                                | 068    |
| 13.   | 08       | Österreich              | Stella Jones                                | Die Welt dreht sich verkehrt M/T: Mischa Krausz                                                         | Deutsch       | —                                             | 067    |
| 14.   | 02       | Irland                  | Eddie Friel                                 | Dreamin’ M/T: Richard Abbot, Barry Woods                                                                | Englisch      | Träumen                                       | 044    |
| 15.   | 07       | Island                  | Bo Halldórsson                              | Núna M: Ed Welch, Björgvin ‚Bo‘ Halldórsson; T: Jón Örn Marinósson                                      | Isländisch    | Jetzt                                         | 031    |
| 16.   | 10       | Türkei                  | Arzu Ece                                    | Sev M: Melih Kibar; T: Zeynep Talu Kurşuncu                                                             | Türkisch      | Liebe                                         | 021    |
| 17.   | 06       | Russland                | Filipp Kirkorow Филипп Киркоров             | Kolybelnaja dlja wulkana (Колыбельная для вулкана) M: Ilya Bershadskiy; T: Ilya Resnik                  | Russisch      | Wiegenlied für einen Vulkan                   | 017    |
| 18.   | 01       | Polen                   | Justyna                                     | Sama M: Mateusz Pospieszalski, Wojciech Waglewski; T: Wojciech Waglewski                                | Polnisch      | Einsam                                        | 015    |
| 19.   | 04       | Bosnien und Herzegowina | Davor Popović                               | Dvadeset prvi vijek M: Sinan Alimanović, Zlatan Fazlić; T: Zlatan Fazlić                                | Bosnisch      | Das 21. Jahrhundert                           | 014    |
| 20.   | 14       | Belgien                 | Frédéric Etherlinck                         | La voix est libre M/T: Pierre Theunis                                                                   | Französisch   | Die Stimme ist frei                           | 008    |
| 21.   | 16       | Portugal                | Tó Cruz                                     | Baunilha e chocolate M: António Vitorino d’Almeida; T: António Vitorino d’Almeida, Rosa Lobato de Faria | Portugiesisch | Vanille und Schokolade                        | 005    |
| 22.   | 13       | Ungarn                  | Csaba Szigeti                               | Új név egy régi ház falán M: Ferenc Balázs; T: Attila Horváth                                           | Ungarisch     | Ein neuer Name an der Wand eines alten Hauses | 003    |
| 23.   | 03       | Deutschland             | Stone & Stone                               | Verliebt in Dich M/T: Cheyenne Stone                                                                    | Deutsch       | —                                             | 001    |

Dadurch, dass 1996 mehr Länder teilnehmen wollten, wurde der in den letzten zwei Jahren durchgeführte Qualifikationsmodus ausgesetzt und eine ganze Qualifikationsrunde durchgeführt.

## Punktevergabe
| Land | Abstimmungsergebnisse | Abstimmungsergebnisse | Abstimmungsergebnisse | Abstimmungsergebnisse | Abstimmungsergebnisse | Abstimmungsergebnisse | Abstimmungsergebnisse | Abstimmungsergebnisse | Abstimmungsergebnisse | Abstimmungsergebnisse | Abstimmungsergebnisse | Abstimmungsergebnisse | Abstimmungsergebnisse | Abstimmungsergebnisse | Abstimmungsergebnisse | Abstimmungsergebnisse | Abstimmungsergebnisse | Abstimmungsergebnisse | Abstimmungsergebnisse | Abstimmungsergebnisse | Abstimmungsergebnisse | Abstimmungsergebnisse | Abstimmungsergebnisse | Abstimmungsergebnisse | Abstimmungsergebnisse |
| Land | Punkte                | PL                    | IE                    | DE                    | BA                    | NO                    | RU                    | IS                    | AT                    | ES                    | TR                    | HR                    | FR                    | HU                    | BE                    | UK                    | PT                    | CY                    | SE                    | DK                    | SI                    | IL                    | MT                    | GR                    | Votings               |
| --- | --------------------- | --------------------- | --------------------- | --------------------- | --------------------- | --------------------- | --------------------- | --------------------- | --------------------- | --------------------- | --------------------- | --------------------- | --------------------- | --------------------- | --------------------- | --------------------- | --------------------- | --------------------- | --------------------- | --------------------- | --------------------- | --------------------- | --------------------- | --------------------- | --------------------- |
| Polen | 015                   |                       | –                     | –                     | –                     | 4                     | –                     | 6                     | –                     | –                     | –                     | –                     | –                     | 1                     | –                     | –                     | 1                     | –                     | –                     | –                     | –                     | –                     | –                     | 3                     | 05                    |
| Irland | 044                   | –                     |                       | 1                     | 5                     | 1                     | 5                     | 3                     | –                     | 3                     | 5                     | –                     | 1                     | –                     | –                     | –                     | –                     | –                     | 10                    | 1                     | 5                     | –                     | –                     | 4                     | 12                    |
| Deutschland | 001                   | –                     | –                     |                       | –                     | –                     | –                     | –                     | –                     | –                     | –                     | –                     | –                     | –                     | –                     | –                     | –                     | –                     | –                     | –                     | –                     | –                     | 1                     | –                     | 01                    |
| Bosnien und Herzegowina                                                                                                | 014                   | –                     | –                     | –                     |                       | –                     | –                     | –                     | –                     | –                     | 3                     | 8                     | –                     | –                     | –                     | –                     | –                     | –                     | –                     | 3                     | –                     | –                     | –                     | –                     | 03                    |
| Norwegen | 148                   | 12                    | 10                    | 4                     | 1                     |                       | 12                    | 12                    | –                     | 4                     | 12                    | –                     | 10                    | 6                     | 5                     | 4                     | 12                    | 7                     | –                     | 2                     | 7                     | 10                    | 6                     | 12                    | 19                    |
| Russland | 017                   | –                     | –                     | –                     | –                     | 10                    |                       | –                     | –                     | –                     | –                     | 6                     | –                     | –                     | –                     | –                     | –                     | 1                     | –                     | –                     | –                     | –                     | –                     | –                     | 03                    |
| Island | 031                   | –                     | 6                     | –                     | –                     | 2                     | 3                     |                       | 4                     | –                     | –                     | –                     | 2                     | –                     | –                     | –                     | –                     | –                     | 6                     | 8                     | –                     | –                     | –                     | –                     | 07                    |
| Österreich | 067                   | 2                     | –                     | –                     | –                     | 3                     | –                     | –                     |                       | 6                     | 4                     | –                     | 8                     | 4                     | 10                    | 5                     | 2                     | –                     | 4                     | 10                    | –                     | 2                     | –                     | 7                     | 13                    |
| Spanien | 119                   | 8                     | 2                     | 6                     | 8                     | –                     | –                     | 5                     | –                     |                       | 8                     | 10                    | 7                     | 2                     | 12                    | 8                     | 7                     | 10                    | –                     | –                     | –                     | 12                    | 8                     | 6                     | 16                    |
| Türkei | 021                   | –                     | –                     | –                     | –                     | –                     | –                     | –                     | –                     | 2                     |                       | 5                     | –                     | –                     | 1                     | 2                     | –                     | –                     | –                     | –                     | 3                     | 1                     | 7                     | –                     | 07                    |
| Kroatien | 091                   | –                     | 3                     | –                     | 10                    | 7                     | –                     | 10                    | –                     | 12                    | 7                     |                       | –                     | –                     | –                     | –                     | 4                     | 5                     | –                     | –                     | 12                    | 4                     | 12                    | 5                     | 12                    |
| Frankreich | 094                   | 7                     | 5                     | 8                     | –                     | 6                     | –                     | 8                     | 10                    | –                     | 2                     | 3                     |                       | 10                    | 6                     | 1                     | –                     | 2                     | 3                     | 6                     | 8                     | 7                     | –                     | 2                     | 17                    |
| Ungarn | 003                   | –                     | –                     | –                     | –                     | –                     | 2                     | –                     | –                     | 1                     | –                     | –                     | –                     |                       | –                     | –                     | –                     | –                     | –                     | –                     | –                     | –                     | –                     | –                     | 02                    |
| Belgien | 008                   | –                     | –                     | –                     | –                     | –                     | –                     | –                     | 1                     | 7                     | –                     | –                     | –                     | –                     |                       | –                     | –                     | –                     | –                     | –                     | –                     | –                     | –                     | –                     | 02                    |
| Vereinigtes Königreich                                                                                                 | 076                   | 5                     | 1                     | –                     | 4                     | –                     | 1                     | –                     | 12                    | –                     | –                     | –                     | 12                    | 7                     | 7                     |                       | 10                    | –                     | 5                     | 7                     | –                     | 5                     | –                     | –                     | 12                    |
| Portugal | 005                   | –                     | –                     | –                     | –                     | –                     | –                     | –                     | –                     | –                     | –                     | –                     | 4                     | –                     | –                     | –                     |                       | –                     | –                     | –                     | –                     | –                     | –                     | 1                     | 02                    |
| Zypern | 079                   | 1                     | –                     | 3                     | –                     | 5                     | 4                     | 2                     | –                     | 5                     | –                     | 1                     | –                     | 12                    | 8                     | 3                     | –                     |                       | 8                     | 5                     | 4                     | 6                     | 4                     | 8                     | 16                    |
| Schweden | 100                   | 10                    | 12                    | 12                    | 2                     | 8                     | 6                     | 4                     | 8                     | –                     | 1                     | –                     | 3                     | –                     | –                     | 6                     | 8                     | 4                     |                       | 12                    | 1                     | –                     | 3                     | –                     | 16                    |
| Dänemark | 092                   | 3                     | 7                     | 7                     | 3                     | 12                    | 10                    | 7                     | 7                     | –                     | 6                     | –                     | –                     | 3                     | 3                     | –                     | 6                     | –                     | 12                    |                       | 6                     | –                     | –                     | –                     | 14                    |
| Slowenien | 084                   | 4                     | 8                     | 5                     | 6                     | –                     | 7                     | 1                     | 3                     | –                     | –                     | 2                     | –                     | 8                     | –                     | 10                    | 5                     | 3                     | 7                     | –                     |                       | 3                     | 2                     | 10                    | 16                    |
| Israel | 081                   | –                     | –                     | 10                    | 7                     | –                     | 8                     | –                     | 6                     | –                     | –                     | 4                     | –                     | 5                     | 4                     | 12                    | –                     | 8                     | 2                     | –                     | 10                    |                       | 5                     | –                     | 12                    |
| Malta | 076                   | –                     | 4                     | 2                     | 12                    | –                     | –                     | –                     | 2                     | 10                    | 10                    | 12                    | 6                     | –                     | –                     | 7                     | –                     | 6                     | 1                     | 4                     | –                     | –                     |                       | –                     | 12                    |
| Griechenland | 068                   | 6                     | –                     | –                     | –                     | –                     | –                     | –                     | 5                     | 8                     | –                     | 7                     | 5                     | –                     | 2                     | –                     | 3                     | 12                    | –                     | –                     | 2                     | 8                     | 10                    |                       | 11                    |
| Die Tabelle ist senkrecht nach der Auftrittsreihenfolge geordnet, waagerecht nach der chronologischen Punkteverlesung. |                       |                       |                       |                       |                       |                       |                       |                       |                       |                       |                       |                       |                       |                       |                       |                       |                       |                       |                       |                       |                       |                       |                       |                       |                       |

### Statistik der Zwölf-Punkte-Vergabe
| Anzahl | Land                   | erhalten von                                            |
| ------ | ---------------------- | ------------------------------------------------------- |
| 6      | Norwegen               | Griechenland, Island, Polen, Portugal, Russland, Türkei |
| 3      | Kroatien               | Malta, Slowenien, Spanien                               |
| 3      | Schweden               | Dänemark, Deutschland, Irland                           |
| 2      | Dänemark               | Norwegen, Schweden                                      |
| 2      | Malta                  | Bosnien und Herzegowina, Kroatien                       |
| 2      | Spanien                | Belgien, Israel                                         |
| 2      | Vereinigtes Königreich | Frankreich, Österreich                                  |
| 1      | Griechenland           | Zypern                                                  |
| 1      | Israel                 | Vereinigtes Königreich                                  |
| 1      | Zypern                 | Ungarn                                                  |

### Punktesprecher
| Nr. | Land                    | Punktesprecher                | Anmerkungen                                            |
| --- | ----------------------- | ----------------------------- | ------------------------------------------------------ |
| 01  | Polen                   | Jan Chojnacki                 | Punktesprecher 1994                                    |
| 02  | Irland                  | Eileen Dunne                  | Punktesprecherin 1989 bis 1994                         |
| 03  | Deutschland             | Carmen Nebel                  | Punktesprecherin 1992 bis 1994                         |
| 04  | Bosnien und Herzegowina | Diana Grković-Foretić         | –                                                      |
| 05  | Norwegen                | Sverre Christophersen         | Punktesprecher 1967 und 1994                           |
| 06  | Russland                | Marina Danielian              | –                                                      |
| 07  | Island                  | Áslaug Dóra Eyjólfsdóttir     | –                                                      |
| 08  | Österreich              | Tilia Herold                  | Punktesprecherin 1982 bis 1984, 1986 bis 1990 und 1994 |
| 09  | Spanien                 | Belén Fernández de Henestrosa | –                                                      |
| 10  | Türkei                  | Ömer Önder                    | Punktesprecher 1993                                    |
| 11  | Kroatien                | Daniela Trbović               | –                                                      |
| 12  | Frankreich              | Thierry Beccaro               | Französischer Kommentator 1992                         |
| 13  | Ungarn                  | Katalin Bogyay                | –                                                      |
| 14  | Belgien                 | Marie-Françoise Renson "Soda" | –                                                      |
| 15  | Vereinigtes Königreich  | Colin Berry                   | Punktesprecher 1977 bis 1979 und 1981 bis 1994         |
| 16  | Portugal                | Serenella Andrade             | –                                                      |
| 17  | Zypern                  | Andreas Iakovidis             | –                                                      |
| 18  | Schweden                | Björn Hedman                  | –                                                      |
| 19  | Dänemark                | Bent Henius                   | –                                                      |
| 20  | Slowenien               | Miša Molk                     | Punktesprecherin 1993                                  |
| 21  | Israel                  | Daniel Pe'er                  | Punktesprecher 1992                                    |
| 22  | Malta                   | Stephanie Farrugia            | –                                                      |
| 23  | Griechenland            | Fotini Giannoulatou           | Punktesprecherin 1994                                  |